# 黒崎勲
黒崎 勲（くろさき いさお、1944年4月18日 - 2008年9月13日）は、日本の教育行政学者。
東京都台東区浅草生まれ。1967年東京大学教育学部卒業、1973年同大学院教育学研究科博士課程満期退学、1977年「近代日本における公教育費概念の理論史的研究」で東京大学より教育学博士の学位を取得。73年東京大学教育学部助手、1983年東京都立大学 (1949-2011)人文学部助教授、1992年同教授、1997-2001年教養学部長、2004年定年退官、名誉教授、日本大学文理学部教授。1991-2004年『教育学年報』（世織書房）編集委員。

## 著書
- 『公教育費の研究』青木書店 1980
- 『教育と不平等 現代アメリカ教育制度研究』新曜社 1989
- 『学校選択と学校参加 アメリカ教育改革の実験に学ぶ』東京大学出版会 1994
- 『現代日本の教育と能力主義 共通教育から新しい多様化へ』岩波書店 1995
- 『教育行政学』岩波テキストブックス 1999
- 『教育の政治経済学 市場原理と教育改革』東京都立大学出版会 2000
- 『新しいタイプの公立学校 コミュニティ・スクール立案過程と選択による学校改革』日日教育文庫 2004
- 『教育学としての教育行政=制度研究』同時代社 2009

### 共編
- 『多元化社会の公教育 国際シンポジウム 新しいタイプの公立学校の創設と教育の公共性』編 日日教育文庫 2003
- 『学校をよりよく理解するための教育学』全6巻 大田直子共編著 学事出版 2005-08

### 翻訳
- ジェフリー・ウォルフォード,W.S.F.ピカリング編『デュルケムと現代教育』清田夏代共訳 日日教育文庫 2003
- デイヴィッド・タイヤック『共通の土台を求めて 多元化社会の公教育』清田夏代共訳 日日教育文庫 2005

## 論文
- 黒崎勲「自由民権運動における公教育理論の研究」『教育学研究』第38巻第1号、日本教育学会、1971年、19-28頁、doi:10.11555/kyoiku1932.38.19、ISSN 0387-3161、NAID 130003563095。
- 黒崎勲　「自由民権運動における公教育理論の研究」『教育学研究』第38巻第1号、日本教育学会、1971年3月、19-28頁、ISSN 03873161、NAID 40000690708。
- 稲垣忠彦, 坂元忠芳, 片桐芳雄, 黒崎勲, 土方苑子「自由民権運動と教育」『日本教育学会大會研究発表要項』第31巻、日本教育学会、1972年、41頁、doi:10.11555/taikaip.31.0_41、NAID 110001173723。
- 黒崎勲「戦前日本における教育財政論の一考察」『教育学研究』第40巻第1号、日本教育学会、1973年、23-32頁、doi:10.11555/kyoiku1932.40.23、ISSN 0387-3161、NAID 130003563219。
- 坂元忠芳, 稲垣忠彦, 黒崎勲, 片桐芳雄, 土方苑子, 田島一, 小林洋文, 中野新之祐「自由民権運動と教育(その三)」『日本教育学会大會研究発表要項』第33巻、日本教育学会、1974年、9頁、doi:10.11555/taikaip.33.0_9、NAID 110001173895。
- 黒崎勲「公教育費論の構造」『東京大学教育学部紀要』第15号、東京大学教育学部、1975年、p211-226、doi:10.15083/00030056、ISSN 04957849、NAID 110000957803。